# Варненски археологически музей
Регионалният исторически музей е историческият и археологически музей на град Варна. Основан е от братята Карел и Херман Шкорпил през 1887 г.
В музея се съхранява откритото през 1972 г. край Варна най-старо злато в света: Варненското енеолитно съкровище, датирано към 4200 – 4600 г. пр. Хр. То се състои от накити и гривни, предимно ковани или отлети. В сплавите златото е с чистота от 13 до 23 карата, с общо тегло около 6 kg, като се охранява по специален режим. Варненският археологически музей е сред Стоте национални туристически обекта.

## Сграда
Музеят се помещава в старата сграда на Девическата гимназия във Варна на булевард „Мария Луиза“ №41. Тя е построена през 1892 – 1898 г. по проект на архитект Петко Момчилов. Сградата е в неоренесансов стил, на два етажа и с голям вътрешен двор. Музеят разполага с хранилища, библиотека, Учебен детски музей и изложбена площ от 2150 m2.

## История
Варненският археологически музей е създаден от Варненското археологическо дружество по инициатива на Карел и Херман Шкорпил. Първата експозиция е открита на 11 юни 1906 г. в сградата на Девическата гимназия, в която музеят се помещава и днес. Негов пръв директор става Карел Шкорпил, който остава на този пост до смъртта си през 1944 г.
През 1945 г. Варненският археологически музей е национализиран, а през 1952 г. е преместен в самостоятелна сграда – дотогавашно училище на улица „Шейново“ №5. През 1983 г. той е върнат в първоначалната си сграда.

## Експозиция
Към 2007 г. експозицията на музея е подредена тематично по зали, както следва:
| Зали              | Тема                                             | Период                                              |
| ----------------- | ------------------------------------------------ | --------------------------------------------------- |
| Праистория        |                                                  |                                                     |
| 1                 | Неолитна/Новокаменна                             | 7-6 хилядолетие пр.н.е.                             |
| 2                 | Каменно-медна епоха – ранна фаза                 | 5 хилядолетие пр.н.е.                               |
| 3                 | Каменно-медна епоха – късна фаза                 | втора половина на 5 хилядолетие пр.н.е.             |
| 4                 | Ранната култура на траките                       | 3200 пр.н.е. – 500 пр.н.е.                          |
| 5 – 7             | Варненски енеолитен некропол                     | 4400 пр.н.е. – 4200 пр.н.е.                         |
| Античност         |                                                  |                                                     |
| 8                 | Създаването на Одесос                            | 6 век пр.н.е. – 4 век пр.н.е.                       |
| 9                 | Одесос през Елинистичната епоха                  | средата на 4 век пр.н.е. – средата на 1 век пр.н.е. |
| 10 – 12           | Религия и погребални обичаи                      | 1 век – 4 век                                       |
| 13                | Съкровищница                                     | 4 век пр.н.е. – 6 век                               |
| 14 – 15           | Одесос по време на римското владичество          | 1 век – 3 век                                       |
| 16                | Антично изкуство                                 | 5 век пр.н.е. – 3 век                               |
| 17                | Одесос и неговият район през Късната Античност   | 4 век – началото на 7 век                           |
| 18                | Раннохристиянският Одесос                        | 4 век – началото на 7 век                           |
| Средновековие     |                                                  |                                                     |
| 22 – 23           | Варненският район през Първото българско царство | 7 век – 11 век                                      |
| 24                | Възраждането на градския живот във Варна         | 11 век                                              |
| 25                | Варна по време на Второто българско царство      | 12 век – 14 век                                     |
| 26 – 28           | Варна през XIV-XVIII век                         | 14 век – 18 век                                     |
| 29                | Средновековна съкровищница                       | 13 век – 14 век                                     |
| Църковно изкуство |                                                  |                                                     |
| 31                | Църковни утвари XVII-XIX век                     | 17 век – 19 век                                     |
| 32                | Икони от XVI-XVIII век                           | 16 век – 18 век                                     |
| 33 – 34           | Икони от Българското Черноморие от XIX век       | 19 век                                              |
| 35 – 36           | Икони от тревненски зографи                      | 19 век                                              |
| 35 – 36           | Дърворезба от тревненски майстори                | 19 век                                              |

## Музеи и отдели
- Музей за най-нова история на Варна
- Музей на Възраждането, Варна
- Етнографски музей (Варна)
- Аладжа манастир